# Max Grohmann

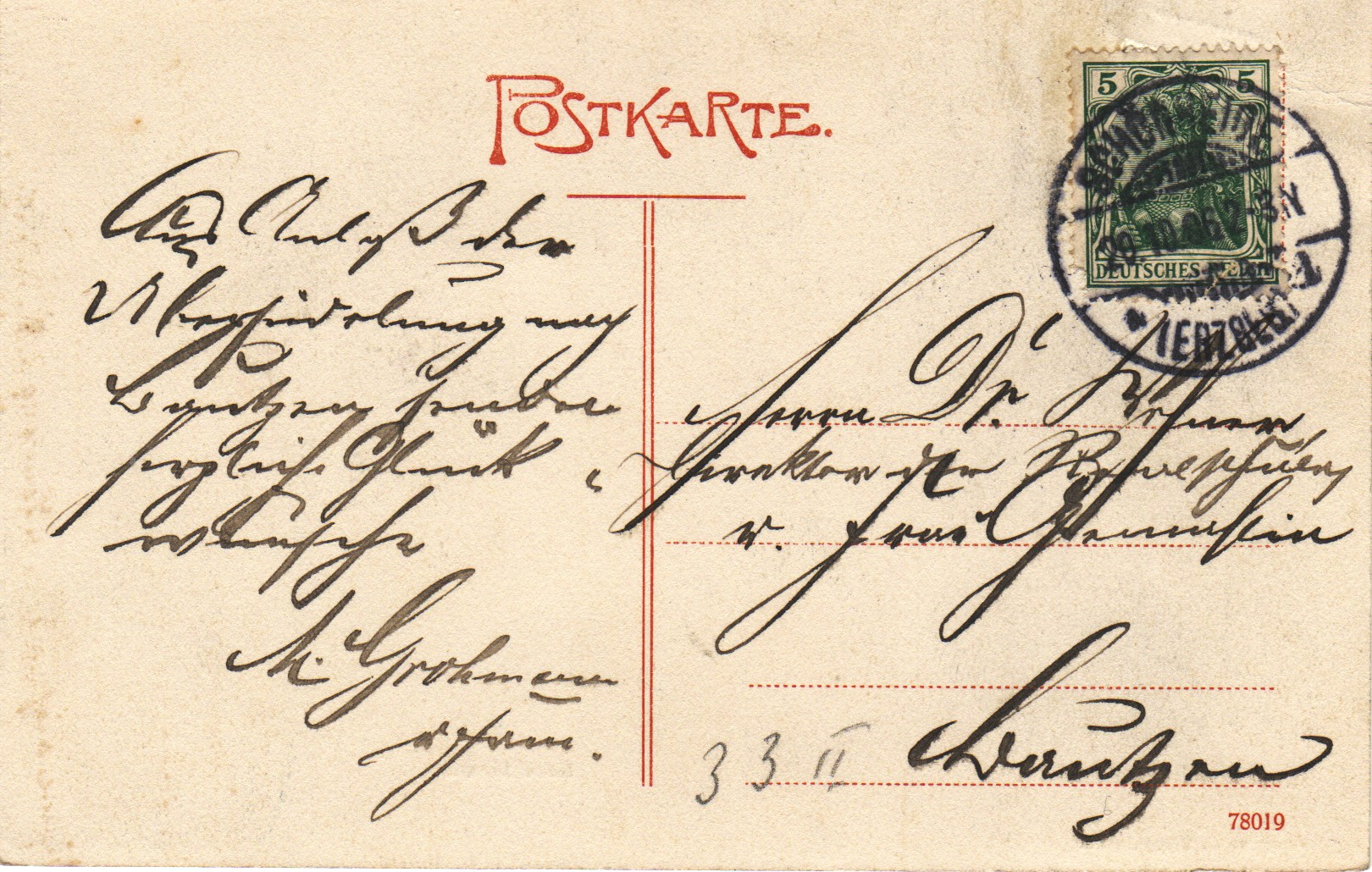
Max Grohmanns Handschrift auf einer Postkarte von 1906

Ferdinand Max Grohmann (* 25. Dezember 1861 in Geyersdorf; † 15. Oktober 1925 in Schönheide) war ein deutscher Schuldirektor und Sachbuchautor, der vor allem für die von ihm gegründete Buchreihe Das Obererzgebirge und seine Städte. Heimatkundliche Geschichtsbilder für Haus und Schule bekannt wurde.

## Leben
Grohmann war ab 1882 als Hilfslehrer sowie ab 1885 als Lehrer an der höheren Bürgerschule in der erzgebirgischen Bergstadt Annaberg tätig. Er war Autor der Festschrift zur 400jährigen Jubelfeier der Stadt Annaberg anlässlich der 400-Jahr-Feier 1896. Im Jahre 1898 wechselte er nach Schönheide, wo er Direktor der dortigen Ortsschule wurde.
Aus Grohmanns Feder stammt der Beitrag Die heimischen Stoffe im Geschichtslehrplane der Annaberger Bürgerschulen. in: Berthold Hartmann (Hrsg.): Zwölfter Bericht über die Bürgerschulen und die Fortbildungsschule zu Annaberg im Erzgebirge, Schuljahr 1891—1892. H. Grasers Verlag, Annaberg 1893, S. 1–29. Seine Reihe Das Obererzgebirge und seine Städte erschien ab 1896 in der Graser'schen Buchhandlung, Richard Liesche Verlag, Annaberg. Bekannt sind Bände über Annaberg, Aue, Buchholz, Ehrenfriedersdorf, Geyer, Johanngeorgenstadt, Marienberg, Olbernhau, Scheibenberg, Schlettau, Wolkenstein, Zöblitz und Zwönitz. Bei der Herausgabe dieser Bände arbeitete er eng mit lokalen Heimatforschern und anderen Schuldirektoren wie Friedrich Hermann Löscher und H. E. Zeil zusammen, die in der Regel den Teil des Buches mit Ortsbezug verfassten.
Bei dem Werk Auf nach Schönheide mit Bismarckhain und Prinz-Georg-Turm auf dem Kuhberge. Ratgeber in Bild und Wort für Einheimische, für Sommerfrischler, Wanderlustige und Wintersportfreunde, für Schul-, Vereins- und Gesellschaftsausflügler. Herausgegeben im Auftrag des Erzgebirgs-Zweigvereins Schönheide von M. Grohmann, gedruckt bei Meisenbach, Riffahrt und Co., Leipzig o. J. (um 1915), konnte sich Grohmann, der vor dem Ersten Weltkrieg Vorsitzender des Erzgebirgszweigvereins Schönheide war, auf Ernst Flaths Buch über die Geschichte Schönheides aus dem Jahr 1909 stützen. Dies gibt er auch im Text zur Geschichte an (S. 17 und S. 32 „Nach der Ortschronik von Flath“).
Während des Ersten Weltkriegs war er Vorsitzender des Ausschusses „Heimatgrüße“. Dieser veröffentlichte von Weihnachten 1915 bis November 1918 eine für die Soldaten aus Schönheide bestimmte Zeitschrift Heimatgrüße. Unsern lieben Feldgrauen und Meerblauen gewidmet von ihren Heimatgemeinden Schönheide, Schönheiderhammer und Neuheide. Monatliche Nachrichten aus der Heimat. In dieser Zeitschrift wurde über Ereignisse wie Sammlungen für Soldaten an der Front, kirchliche und schulische Veranstaltungen und das Leben in Schönheide während des Krieges berichtet, Gedichte abgedruckt und Listen von Kriegsopfern veröffentlicht. Grohmann schrieb regelmäßig Beiträge in diesem Blatt, das in der Regel acht Seiten umfasste und auf der Titelseite ein Foto mit Motiven aus Schönheide abdruckte.

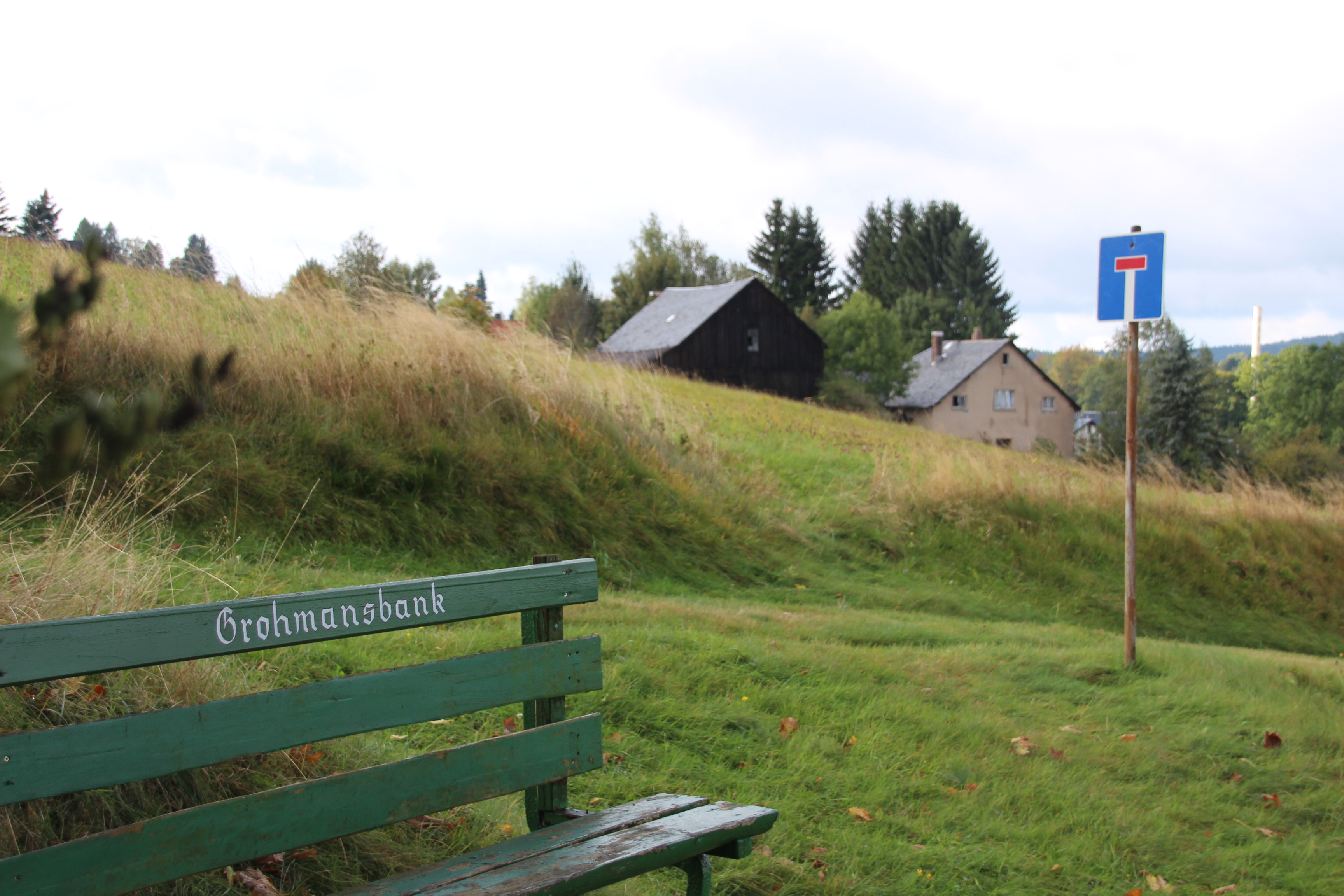
Grohmannsbank oberhalb von Schönheide

Auch nach seiner Pensionierung lebte er als Schuldirektor i. R. in Schönheide.
Grohmanns Name ist in Schönheide noch im 21. Jahrhundert bekannt, weil er eine Sitzbank am Fichtigweg unterhalb des Berges Knock spendete und an derselben Stelle immer noch eine Sitzbank steht, auf deren Lehne „Grohmansbank“ steht. Von dieser Bank aus hat man die Schule im Blick, deren Direktor Grohmann von der Eröffnung dieses Gebäudes von 1898 an war.

## Werke (Auswahl)
- Das Obererzgebirge und seine Hauptstadt Annaberg in Sage und Geschichte. Heimatkundliches Lesebuch für Schule und Haus, 303 Seiten, Graser, Annaberg 1892 (Digitalisat in der Sächsischen Landesbibliothek – Staats- und Universitätsbibliothek Dresden)
- Festschrift zur 400jährigen Jubelfeier der Stadt Annaberg. 1496 - 1896, 108 Seiten, Schreiber, Annaberg 1896 (Link zum Digitalisat in der Sächsischen Landesbibliothek – Staats- und Universitätsbibliothek Dresden)
- Als Herausgeber: Das Obererzgebirge und seine Städte. Heimatkundliche Geschichtsbilder für Haus und Schule., Grasersche Buchhandlung, Annaberg 1903 (Link zum Digitalisat in der Sächsischen Landesbibliothek – Staats- und Universitätsbibliothek Dresden)
- (Hrsg. im Auftrag des Erzgebirgs-Zweigvereins Schönheide): Auf nach Schönheide – Ratgeber in Bild und Wort für Einheimische und Fremde, für Sommerfrischler, Wanderlustige und Wintersportfreunde […]. Schönheide o. J. (1916) (Ein 60-seitiges Buch mit zahlreichen Bildern, das die Gemeinde und ihre Umgebung insbesondere unter dem Aspekt behandelt, den Tourismus zu entwickeln, aber auch Infrastruktur und Wirtschaft allgemein vorstellt.)
- Zeitschrift Heimatgrüße Unsern lieben Feldgrauen und Meerblauen gewidmet von ihren Heimatgemeinden Schönheide, Schönheiderhammer und Neuheide wurde während des Ersten Weltkriegs (1914–1918) vom Ausschuss für „Heimatgrüße“ unter Leitung von Max Grohmann herausgeben mit der Bezeichnung „Monatliche Nachrichten aus der Heimat“ (Dezember 1915 bis September/Oktober 1918).[7]